# 日本ネパール協会
公益社団法人日本ネパール協会（にほんネパールきょうかい）は、日本とネパールとの文化交流事業や国際親善事業などを実施している公益法人。元外務省アジア大洋州局南西アジア課所管。

## 沿革
- 1964年（昭和39年）12月5日：社団法人日本ネパール協会として設立
- 2013年（平成25年）4月1日：公益社団法人日本ネパール協会に移行

## 組織
- 代表者：代表理事会長 小嶋光昭（こじま みつあき）